# CRCプレス
CRCプレス（しーあーるしーぷれす 英: CRC Press, LLC）はアメリカの出版グループでもっぱら工学、科学、数学分野の技術書を手がけ、実業、法科学、情報技術に関する書籍も扱う。インフォーマ社を親会社に持つテイラーアンドフランシスの一部門である。

## 沿革
CRCプレスの前身は創業家フリードマンのアーサーが1900年に始めた実験室用ゴムエプロンの販売会社（1900年創業）であり、これを基盤にオハイオ州クリーブランドで1903年、レオとエマニュエルを加えた3兄弟でケミカルラバー・カンパニー（CRC）として設立する。やがて化学者向けの実験装置の販売へと業務を拡大、1913年にエプロン1ダースの購入者に景品として『ゴム製品のハンドブック』（全116ページ）という手引き書を提供すると、同書はやがて『CRC化学と物理学便覧』CRC Handbook of Chemistry and Physics（英語版）に改題され、同社の代表的な出版物となる。
親会社のケミカルラバー社は1964年、出版事業に特化する決定を下すと1973年にCRC Press, Incに社名変更し、製造事業部門はラボ装置会社 Lab Apparatus Company として別会社化する。
1986年にCRCプレスはタイムズ・ミラー社の買収を受け、経営権譲渡の検討が1996年に始まると同年12月にインフォメーション・ベンチャー社 Information Ventures への売却が発表される。CRCプレスは2003年にテイラーアンドフランシス傘下に入り、2004年に親会社の合併によりイギリスの出版社インフォーマに吸収された。

### 注
1. ↑  歴代の編集陣は第48版（総合編集Weast, Robert C.、数学部門Selby, Samuel M.、執筆者Astle, Melvin Jensen、Beyer, William H.）、第60版（編集主幹Weast、副編集長Astle）、第71、72版（編集主幹Lide, David R.）、第74–78版（編集主幹Lide、副編集長Frederikse, H.P.R.）、第90版（編集主幹Lide、副編集長Haynes, W.M. "Mickey"）、第91–92版（編集主幹Haynes、副編集長Lide）、第93–97版（編集主幹Haynes、副編集長Lide、Bruno, Thomas J.）、第98–100版（編集主幹Rumble, John R. Jr、副編集長Lide、Bruno）が務める。